# Мігель Гончо
Мігель Гончо (Мігель (Михайло) Гончаренко, ісп. Miguel (Michailo) Honcho (Goncharenko)). Мексиканець українського походження, учасник Мексиканської революції 1910-17 років.

## Біографія
Народився 5 серпня 1890 р. в Дуранго, в родині українського іммігранта Степана Гончаренка (що переїхав у Мексику з США) та індіанки Аніти Лопес. Учився в місцевій школі, помагав батькові помічником коваля, потому працював на плантаціях. Рано став помічати несправедливість і асоціював це з керівництвом диктатора Порфіріо Діаса. З початком революції приєднався до загонів Панчо Вілья в лавах Північної дивізії. За хоробрість та хитрість у партизанських вилазках одержав від Вільї срібну шаблю та звання капітана.
З приходом до влади лібералів єдність революційних загонів було порушено, але Гончо залишився у війську. Коли до влади прийшов Вентустіано Карранса, загін, де перебував Гончо, ненадовго зайняв Мехіко, але потім Вільї довелося відступити. Гончо пропонував, щоб частина загонів залишилася в місті таємно, але його пропозиції не прийнято.
Мігель Гончо загинув 9 березня 1916 року під час нападу армії Вільї на поселення Коламбус у штаті Нью-Мексико. У Дуранго, на вулиці де народився Гончо, висить пам'ятна дерев'яна табличка на честь відомого земляка, котру поновлюють раз на 20 років.

## Цікаві подробиці
- Мігель Гончо міг однією рукою зігнути підкову
- Єдиною згадкою про українське походження в Мігеля була пісня «Ой за гаєм, гаєм»[1], котру він перейняв від батька і співав у загоні, проте змісту пісні вже не розумів.